# Salvador Corriols i Pagès
Salvador Corriols Pagès (Olot, 29 d'octubre de 1907 - Olot, 20 d'abril de 1975) fou un pintor català, un dels més destacats paisatgistes catalans del segle xx. Deixeble d'Iu Pascual i Xavier Nogués, es va especialitzar en la pintura de paisatge amb les tècniques pictòriques que havia après a l'Escola paisatgística d'Olot.
Va fer diverses exposicions tant col·lectives com particulars a Olot, Girona, Barcelona, Vilanova i la Geltrú, València, Bilbao... Però sobretot va exposar a la sala la Pinacoteca de Barcelona. Corriols va compaginar la pintura amb la seva feina, al taller d'imatgeria religiosa de Can Castellanes d'Olot.

## Biografia

### Família
Fill del rellotger i músic olotí Narcís Corriols i Boix, neix a Olot un 29 d'octubre de 1907, va fer els estudis primaris a l'escola Pia d'Olot, on el 9 de maig de 1918 va fer la Primera comunió en la capella de l'escola, als 26 anys es va comprometre amb Dolors Bonet Giralt, amb qui es va casar 17 d'abril de 1934, i amb qui tingué 4 fills, la primera d'elles, La Mª del Tura Corriols i Bonet va néixer a principis de 1935.

### Formació artística
Va començar la seva formació artística als 9 anys a l'Escola de Belles Arts d'Olot, en el curs de 1916, sota el mestratge de Celestí Devesa i Martí Casadevall i Mombardó, al Setembre 1934 va passar a estudiar a l'Escola paisatgística d'Olot sota la direcció d'Iu Pascual, i entre els mestres que va tenir destaquen Xavier Nogués, Pere Créixams, Francesc Labarta, i Joan Colom, més tard va formar part del professorat d'aquesta escola. Fou també alumne de l'Escola d'Art Sant Jordi de Barcelona i més tard va cursar estudis a l'Escola Superior de Paisatge de Catalunya.

### Cràter d'Art d'Olot
En els anys 50 formà part del grup d'artistes olotins Cràter d'art, aquest grup impulsat i dirigit pel pintor Josep Maria Mir Mas de Xexàs, es dedicava a fer tertúlies al restaurant de l'estació d'Olot, hi ha organitzar exposicions dels artistes locals, així com el concurs de dibuix. En aquest grup artístic va coincidir amb: A.Codinach, Comellas, Congost, Cuesta, Feixas, Grau, R.Griera, Lacot, Paxic, Puigbó, Quintana, Ruiz Moyano, Sala Muntañola, X.Vínyolas, Zamora Muñoz, P. Gussinyé, J. Batallè, José Pujol Ripoll, M. Bosch Pla, B. Mas Collellmir, Jorge Farjas, S. Congost, M. Torrentó, M. Oliveras Vayreda, J. M. Vayreda Canadell, Auge Solé, a part dels escultors Ferrés i Roque.

### Obra
Tota la seva obra gira al voltant del paisatge, ja que li agradava molt pintar a l'aire lliure, sobretot els meravellosos paisatges d'Olot, com la font Moixina, o la Garrotxa, tanmateix també va reflectir els paisatges de Batet i de la Costa Brava.
El crític d'art Ángel Marsà el va definir com un dels el millors representants del paisatgisme neoimpressionista
Era un dibuixant amb una gran sensibilitat cromàtica, fet que feia singular i homogènia l'aplicació del color entrellaçant corporeïtat i joc volumètric, tenia cura de la simplificació sense perdre mai el sentit enriquidor de la lluminositat, la seva pintura és de pinzellades grosses, molt pastoses, amb uns grans cels que tenen habitualment una lluminositat intensa. Corriols era sobretot pintor, i com a tal el preocupaven molt més les taques de color i els contrastos cromàtics que el dibuix de les formes representades. En els seus paisatges hi sol haver figures, tractades amb quatre taques de color, que aconsegueixen donar una gran vida a la tela.
Com a bon artista va participar diverses vegades en concursos pessebristes, on en alguna ocasió havia guanyat algun premi.

### Exposicions
- La primera exposició que va fer va ser a Barcelona de l'11 al 28 de març de 1936 a Casa de l'Ardiaca (Escola Superior de Paisatge d'Olot - Exposició dels cursos 1934-1935)[2]
- L'any 1935 a Bilbao va participar en l'exposició “Tercera Exposición de Pintura, Escultura y Arte Decorativo”
- En 1942 juntament amb Ramon Casabó va exposar a Girona.
- També amb Ramon Casabó i Sebastià Congost del 4 al 17 de setembre de 1943 van exposar a la Sala Armengol d'Olot, dins les festes de la Verge del Tura.
- L'agost de 1948 va exposar uns dibuixos dins el cicle d'estiu de la Casa Armengol d'Olot.
- El juliol de 1949 a Vic, amb els artistes M. Bosch Pla, Sebastià Congost i Xavier Vinyolas. El mateix any a Olot a la sala Armengol va exposar unes aquarel·les.
- A València l'any 1956 en la sala Lafuente va participar dins la col·lecció “Salón de Primavera de Artistas Olotenses” juntament amb Àngel Codinach, Frederic Comellas, Sebastià Congost, Lluís Freixas, Josep Mª Mir de Xexàs i Xavier Vinyolas.[3]
- A Granollers en l'exposició realitzada pel grup Cràter d'Art, va participar juntament amb Ángel Codinach, Frederic Comellas, Sebastià Congost, Lluís Feixas, Josep M.ª Mir Mas de Xexás, Esteve Serrat (Paxinc), Joan Sala Muntanyola i Xavier Vinyolas.[4]
- L'octubre de 1957 es va repetir a València l'exposició dels integrants del cràter d'art, aquest cop dins l'exposició “Salón de Otoño del cràter d'art”
- En 1957 i 1960 va tornar a exposar a la Sala Armengol
- Durant molt de temps va exposar a la Sala La Pinacoteca de Barcelona en solitari com les exposicions de:
  - Del 27 setembre al 10 d'octubre de 1958
  - Del 18 al 30 de març de 1961
- En 1978 després de la seva mort, i durant les festes de la Verge del Turà es va celebrar una exposició Homenatge a la Casa de Cultura Olot.[5]
- L'any 2007 celebrant el centenari del seu naixement, es va fer una exposició homenatge a la galeria d'art les voltes d'Olot.